# 雪山

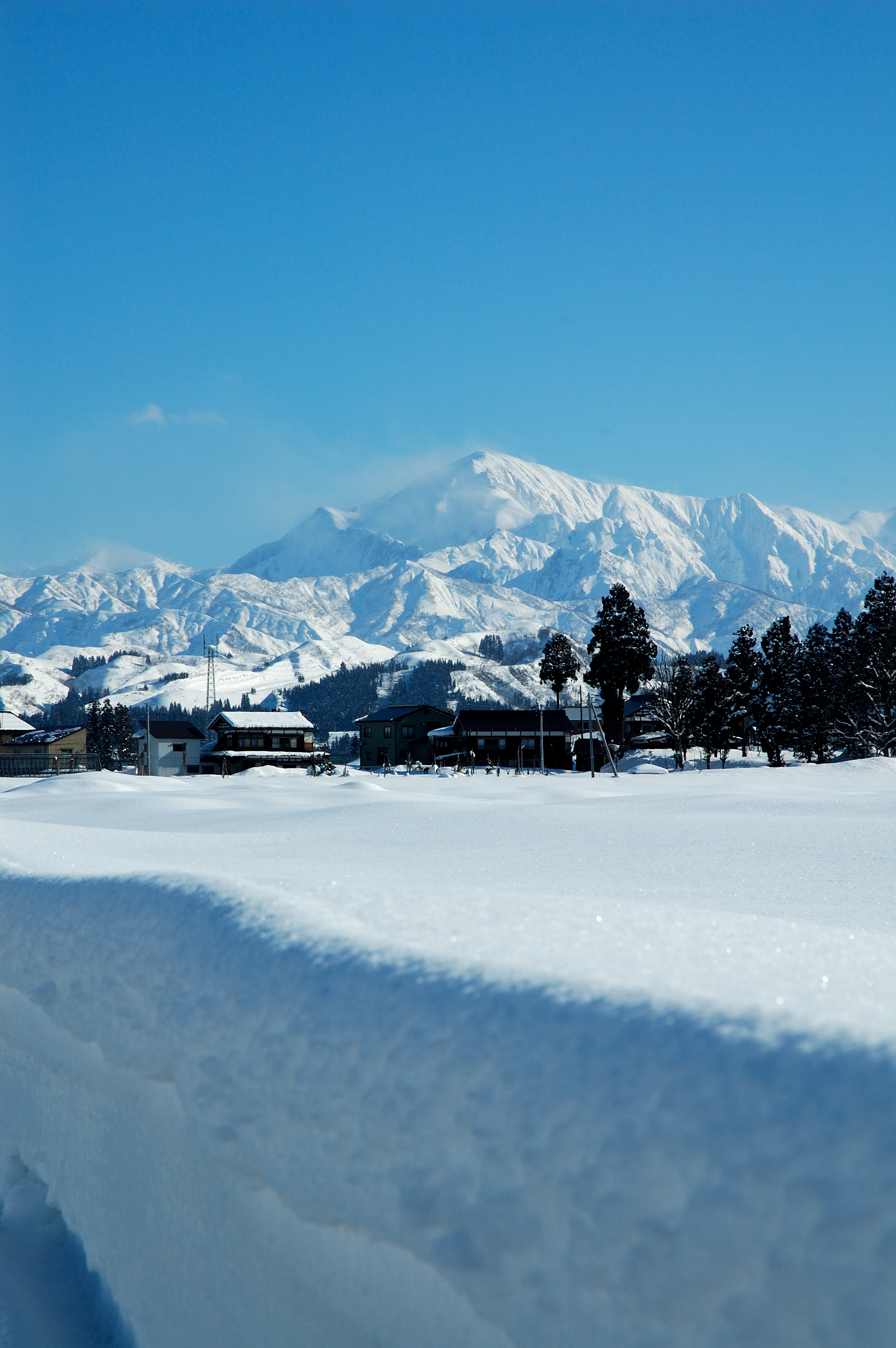
雪山（新潟県）

1. 雪山（ゆきやま）とは、雪が積もった山のこと。
2. 雪山（せつざん）とは、仏典において、万年雪をいただく山々のこと。サンスクリット語でヒマーラヤ（हिमालय 　himālaya）。「hima（ヒマ)」は「雪」、「 ālaya（ア－ラヤ）」は「倉」の意味。実在のヒマラヤ山脈を指す場合もあるが、抽象的に万年雪をいただく山々全般を指す。

## 行事
雪を山のように積んだもの。平安時代に楽しまれた行事で『宇津保物語』に記述がみられる（コトバンク）。